# Isaac Friedlander
Isaac Friedlander (1823-1878) était un courtier en blé, négociant international, industriel  meunier et un grand spéculateur des premières décennies de l'Histoire de la Californie, connu comme "le roi du blé".

## Biographie
Isaac Friedlander est né à Oldenbourg, dans le duché d'Oldenbourg, mais déménagea à Charleston, en Caroline du Sud, où il a passé son enfance. En 1849, il s'installe en Californie pendant l'épisode de la Ruée vers l'or en Californie. Il a eu de la malchance dans ses recherches aurifères dans le comté de Yuba , mais quelques années plus tard est entré dans le commerce, ce qui lui a permis d'accaparer le marché de la farine pour les camps miniers. Cette entreprise a échoué, mais grâce à sa réputation personnelle d'honnêteté dans les affaires, il a pu bâtir son entreprise.
À la fin de la Guerre de Sécession, l'économie des États-Unis s'est stabilisée et, parallèlement, la Californie a commencé à produire un excédent de blé qui dépassait les besoins des marchés de la côte ouest, et permet d'alimenter, après la Ruée vers l'or en Californie, les Ruées vers l'or en Australie. Elle devient même le grenier à blé du Pacifique dès les années 1860, grâce à la rapidité des clippers.
Isaac Friedlander et d'autres producteurs de céréales ont débuté des expéditions vers les pays riverains du Pacifique, et au même moment les mauvaises récoltes liées aux conditions météorologiques en Grande-Bretagne ont créé une demande excédentaire. Bien que les îles britanniques n'aient été accessibles que par un long et difficile voyage contournant le Cap Horn, Isaac Friedlander a appris à tirer parti des nouvelles technologies maritimes comme le nouveau navire clipper, particulièrement adapté aux cargaisons, qui permettait de faire le voyage vers Angleterre en environ 100 jours. 
Isaac Friedlander a également utilisé le télégraphe transatlantique nouvellement déployé, par lequel il était en mesure de coordonner les informations sur les navires disponibles pour expédier la récolte en temps opportun. En quelques années, la Californie est devenue un important fournisseur de farine et de blé en Grande-Bretagne.
Dans les fermes qu'il possédait, Isaac Friedlander construit des silos à grains et des moulins à farine. Il utilisa les pratiques agricoles mécanisées à grande échelle les plus modernes, soutint et promut en particulier le premier canal d'irrigation en Californie et acheta des centaines de milliers d'acres de terres cultivables dans la vallée centrale de Californie,. Il avait acheté une demi-million d'acres en 1868. 
Le "San Francisco Produce Exchange" est créé le 15 septembre 1867 pour le concurrence. Le nouveau marché a pour objet la promotion des intérêts commerciaux de ses membres et il en réunit assez rapidement près de 200 mais une dizaine d'années après, Friedlander contrôle toujours les trois-quarts du commerce du blé sur la côte ouest américaine. 
Au-delà de ses entreprises, la participation de Friedlander dans la vie publique l'a amené à devenir commissaire à l'eau, et l' un des régents d origine de l'Université de Californie. Il fut plusieurs plusieurs vice-président et président de la Chambre de commerce de  San Francisco.
Friedlander faisait partie d'un groupe d'immigrants juifs dans la région de la Baie de San Francisco, qui voyait les opportunités offertes par le jeune État comme une «terre promise». Dans les descriptions personnelles, ses biographes ne manquent jamais de mentionner qu'il était un homme de haute taille, de plus de deux mètres. Friedlander et sa femme Priscilla, née en Caroline du Sud comme lui, qui lui a donné cinq enfants, étaient connus pour leurs soirées dans lesquelles ils apportaient à San Francisco un aperçu de la culture du " Vieux Sud ".
Lors de l'été 1878, il est décédé d'une insuffisance cardiaque qui, selon certains, a été causée par le stress de la gestion quotidienne de son entreprise et, en particulier, de la mauvaise récolte de céréales. Après son décès, la production de blé en Californie est restée une industrie majeure pendant encore vingt-cinq ans.